# 보어 마그네톤
보어 마그네톤(영어: Bohr Magneton)은 원자나 전자 등의 미시세계에서 자기 모멘트의 크기를 나타내는 단위로, 덴마크의 물리학자 닐스 보어의 이름을 딴 것이다. 국제 단위계(SI)로는
{\displaystyle \mu _{\mathrm {B} }={\frac {e\hbar }{2m_{\mathrm {e} }}}=9.27400968(20)\times 10^{-24}} J/T (=A·m2),
가우시안 CGS 단위계로는
{\displaystyle \mu _{\mathrm {B} }={\frac {e\hbar }{2m_{\mathrm {e} }c}}=9.27400968(20)\times 10^{-21}} erg/G
이다. 여기서 e는 기본 전하, ħ는 디랙 상수(플랑크 상수 h를 2{\displaystyle \pi }로 나눈 값), me는 전자의 정지 질량, c는 빛의 속도이다. 전자의 스핀 자기 모멘트는 거의 {\displaystyle \mu _{\mathrm {B} }}와 같다.
질량이 me인 전자 하나가 반지름이 R인 원 궤도를 선속도 v로 돌고 있는 간단한 경우를 가정하면, 해당 전자에 의한 전류는
{\displaystyle I={\frac {\Delta q}{\Delta t}}={\frac {e}{2\pi R/v}}}
이고 이 원형 전류에 의한 자기 쌍극자 모멘트의 크기는
{\displaystyle \mu =I\cdot S={\frac {e}{2\pi R/v}}\times \pi R^{2}={\frac {1}{2}}eRv={\frac {eL}{2m_{e}}}}
가 된다. 각운동량 {\displaystyle L(=m_{e}vR)}이 {\displaystyle \hbar }이면 이 값이 {\displaystyle \mu _{\mathrm {B} }}가 되므로, 보어 마그네톤은 각운동량 {\displaystyle \hbar }로 궤도를 도는 전자에 의한 자기 쌍극자 모멘트의 크기에 해당한다.
전자의 정지 질량 me 대신 양성자의 정지 질량 mp를 쓰면 핵 마그네톤
{\displaystyle \mu _{\mathrm {N} }={\frac {e\hbar }{2m_{\mathrm {p} }}}=5.05078353(11)\times 10^{-27}} J/T
을 얻는다.

## 같이 보기
- 물리 상수
- 제이만 효과
- g인자